# Talks at Google
Talks at Google은 구글이 주최하는 글로벌 내부 강연 시리즈이다. 강연은 유튜브 채널에 공개되기 전에 구글 직원을 대상으로 가장 자주 진행된다.
이 프로그램은 작가, 과학자, 배우, 예술가, 영화 제작자 및 음악가를 초대하여 자신의 작업에 대해 토론한다. 대부분의 강연은 유튜브 채널에 업로드된다.
콘텐츠는 팟캐스트 피드를 사용하여 오디오 전용 형식으로도 액세스할 수 있다.